# Royal Marines
Corps of Royal Marines, som regel bare kaldet Royal Marines (RM), er den britiske flådes amfibiske infanteri. Korpset blev oprettet d. 28. oktober 1664 og er en af de ældste grene af Storbritanniens væbnede styrker. Oprindeligt var styrken, under navnet Duke of York and Albany's Maritime Regiment of Foot, underlagt den britiske hær, men i 1755 blev de 50 kompagnier i tre divisioner, under navnet His Majesty's Marine Forces, overført til admiralitetets kontrol. I 1802 fik tropperne navnet Royal Marines. I 1923 blev marineinfanteriet slået sammen med Royal Marine Artillery til Corps of Royal Marines.
RM er i dag organiseret i en kommandobrigade, 3 Commando Brigade, med tre underliggende kommandoer på bataljonsstørrelse, samt et antal andre afdelinger, deriblandt Royal Marines Band, et træningscenter, en stormgruppe og en flådebeskyttelsesgruppe.
Specialstyrken Special Boat Service er også en del af Royal Marines.

## Grader og distinktioner
| NATO-kode  | OF-9               | OF-8               | OF-7          | OF-6      | OF-5               | OF-4               | OF-3    | OF-2       | OF-1              | OF-1              |  |
| ---------- | ------------------ | ------------------ | ------------- | --------- | ------------------ | ------------------ | ------- | ---------- | ----------------- | ----------------- |  |
| Royal Navy |                    |                    |               |           |                    |                    |         |            |                   |                   |  |
| General    | Lieutenant General | Major General      | Brigadier     | Colonel   | Lieutenant Colonel | Major              | Captain | Lieutenant | Second Lieutenant |                   |  |
|            | General            | Generalløjtnant    | Generalmajor  | Brigader  | Oberst             | Oberstløjtnant     | Major   | Kaptajn    | Premierløjtnant   | Løjtnant          |  |
|            | General            | Lieutenant General | Major General | Brigadier | Colonel            | Lieutenant Colonel | Major   | Captain    | Lieutenant        | Second Lieutenant |  |
|            |                    |                    |               |           |                    |                    |         |            |                   |                   |  |

| NATO-kode  | OR-9              | OR-9              | OR-9              | OR-8                   | OR-8                   | OR-8                   | OR-7                            | OR-7                            | OR-7                            | OR-6                | OR-6                | OR-6                | OR-5        | OR-5        | OR-5        | OR-4     | OR-4     | OR-4     | OR-3                     | OR-3                     | OR-3                     | OR-2          | OR-2          | OR-2          | OR-1        | OR-1        | OR-1        |
| ---------- | ----------------- | ----------------- | ----------------- | ---------------------- | ---------------------- | ---------------------- | ------------------------------- | ------------------------------- | ------------------------------- | ------------------- | ------------------- | ------------------- | ----------- | ----------- | ----------- | -------- | -------- | -------- | ------------------------ | ------------------------ | ------------------------ | ------------- | ------------- | ------------- | ----------- | ----------- | ----------- |
| Regne Unit | Conductor         | Conductor         | Conductor         | Quartermaster Sergeant | Quartermaster Sergeant | Quartermaster Sergeant | Oficial Tècnic de Segona Classe | Oficial Tècnic de Segona Classe | Oficial Tècnic de Segona Classe | Sergent de Personal | Sergent de Personal | Sergent de Personal | Ikke i brug | Ikke i brug | Ikke i brug | Caporal  | Caporal  | Caporal  | Soldat de Primera        | Soldat de Primera        | Soldat de Primera        | Marine        | Marine        | Marine        | Ikke i brug | Ikke i brug | Ikke i brug |
| Regne Unit | Chefsergent       | Chefsergent       | Chefsergent       | Seniorsergent          | Seniorsergent          | Seniorsergent          | Oversergent                     | Oversergent                     | Oversergent                     | Sergent             | Sergent             | Sergent             | -           | -           | -           | Korporal | Korporal | Korporal | Overkonstabel af 1. grad | Overkonstabel af 1. grad | Overkonstabel af 1. grad | Overkonstabel | Overkonstabel | Overkonstabel | -           | -           | -           |
|            | Warrant Officer 1 | Warrant Officer 1 | Warrant Officer 1 | Warrant Officer 2      | Warrant Officer 2      | Warrant Officer 2      | Colour Sergeant                 | Colour Sergeant                 | Colour Sergeant                 | Sergeant            | Sergeant            | Sergeant            | -           | -           | -           | Corporal | Corporal | Corporal | Lance Corporal           | Lance Corporal           | Lance Corporal           | Marine        | Marine        | Marine        | -           | -           | -           |

Kilde: